# Iain Hume
Iain Hume, né le 30 octobre 1983 à Édimbourg (Écosse), est un footballeur international canadien qui évolue au poste d'attaquant.

## Biographie
Le 8 novembre 2008, Iain Hume subit une fracture du crane en plein match à l'occasion d'un coup de coude de Chris Morgan de Sheffield United. Il passe plusieurs jours en soins intensifs avec des saignements intracrâniens mais finit par se remettre de cette terrible blessure. Il retrouve même les terrains neuf mois plus tard le 21 juillet 2009 avec d'impressionnantes cicatrices.

## Buts internationaux
| No | Date             | Lieu                                                      | Adversaire   | Résultat | Compétition                       |
| -- | ---------------- | --------------------------------------------------------- | ------------ | -------- | --------------------------------- |
| 1  | 16 novembre 2005 | Stade Alphonse Theis, Hesperange (Luxembourg)             | Luxembourg   | 0-1      | Match amical                      |
| 2  | 21 juin 2007     | Soldier Field, Chicago (États-Unis)                       | États-Unis   | 1-2      | Gold Cup 2007                     |
| 3  | 6 septembre 2011 | Estadio Juan Ramón Loubriel, Bayamón (Porto Rico)         | Porto Rico   | 0-3      | Éliminatoires Coupe du monde 2014 |
| 4  | 7 octobre 2011   | Beauséjour Stadium, Gros Islet (Sainte-Lucie)             | Sainte-Lucie | 0-7      | Éliminatoires Coupe du monde 2014 |
| 5  | 7 octobre 2011   | Beauséjour Stadium, Gros Islet (Sainte-Lucie)             | Sainte-Lucie | 0-7      | Éliminatoires Coupe du monde 2014 |
| 6  | 16 octobre 2012  | Estadio Olímpico Metropolitano, San Pedro Sula (Honduras) | Honduras     | 1-8      | Éliminatoires Coupe du monde 2014 |